# Tunica di Giuseppe
La Tunica di Giuseppe è un dipinto a olio su tela (223x250 cm) di Diego Velázquez, databile al 1630 nel Monastero di San Lorenzo del Escorial, vicino a Madrid.
In quest'opera risulta pienamente evidente il fascino esercitato sul pittore dallo studio di quei valori presenti nell'arte e nella cultura dell'antichità, espressi in particolare nel torso luministico del nudo di spalle a sinistra. La geometria a scacchiera delle piastrelle determina una scansione dello spazio che il pittore deve aver appreso dalla "Pratica della prospettiva" pubblicata nel 1568 da Daniele Barbaro a Venezia.